# Claudio Sánchez-Albornoz
Claudio Sánchez-Albornoz y Menduiña (Madrid, 7 d'abril de 1893 – Àvila, 8 de juliol de 1984) fou un historiador i polític espanyol, arribant a ser ministre durant la Segona República i president del seu govern en l'exili després de la Guerra Civil espanyola entre 1962 i 1971.

## Biografia
Llicenciat en Filosofia i Lletres el 1913, amb premi extraordinari. Doctor el 1914 per la Universitat de Madrid, amb la seva tesi «La Monarquía en Asturias, León y Castilla durante los siglos VIII al XIII. La Potestad Real y los Señoríos». Fou número u en les oposicions al Cos Facultatiu d'Arxius, Biblioteques i Museus, catedràtic numerari d'Història d'Espanya a les universitats de Barcelona, València, Valladolid i Madrid.
El 1926 entra en la Reial Acadèmia de la Història, i és Rector de la Universitat Central el 1932-34. Diputat per Àvila entre 1931 i 1936, Ministre d'Estat el 1933, Vicepresident de les Corts el 1936, Conseller d'Instrucció Pública entre 1931 i 1933, i Ambaixador d'Espanya a Lisboa.
Al debat de totalitat de la Constitució de 1931 va ser el portaveu del seu grup Acció Republicana. Durant la seva intervenció després d'elogiar al seu cap de files Azaña, per la seva "labor revolucionària en l'Exèrcit que tots poden aplaudir", va donar suport al projecte presentat per la Comissió de Constitució, acceptant tant la seva "tendència socialitzant" ("sentim la justícia de les reivindicacions socialistes, de la política socialista") com la seva "tendència autonomista", perquè respon al fet que "Espanya ha estat sempre una i múltiple". "No puc inspirar sospites, com he dit, per ser castellà, i no obstant això afirmo la necessitat d'acceptar el doble fet de la varietat i de la unitat espanyoles". Cap al final del seu discurs va afirmar:
| « | La República espanyola ha vingut per transformar radicalment Espanya, no només en l'ordre polític, sinó en tot, per impedir que segueixi corrent a la deriva, ensopint, com ha vingut ensopint secularment a través de la història | » |

Va ser ministre d'Estat en el fallit govern que Lerroux va presidir al setembre de 1933, i va ocupar el mateix càrrec en el següent govern presidit per Diego Martínez Barrio fins a mitjan desembre.
En esclatar la Guerra Civil espanyola marxa cap a l'exili a l'Argentina, sent professor d'història a les universitats de Mendoza i Buenos Aires, i va fundar a Argentina l'Instituto de Historia de España i la revista «Cuadernos de Historia de España». Va ser molt divulgada la seva polèmica amb Américo Castro dins de l'anomenat debat sobre el Ser d'Espanya. A més, entre 1946 i 1951 va dictar cursos en la recentment creada Facultat d'Humanitats i Ciències de Montevideo. Des de març de 1962 fins a febrer de 1971 va ser president del Govern de la República espanyola en l'exili.
El 1976, ja mort Franco, va tornar a Espanya per dos mesos, assentant-se en Àvila definitivament el 1983, on va morir a mitjan any següent. El 1984 li fou concedit el Premi Príncep d'Astúries de Comunicació i Humanitats, un premi però que no arribà a recollir per la seva mort el juliol d'aquell any. Va ser enterrat en el claustre de la Catedral d'Àvila. Una Fundació porta el seu nom.

## Premis i distincions
- Fill adoptiu d'Astúries.
- Fill adoptiu de la Província de Lleó
- Medalla d'Or de la Província i Ciutat d'Àvila.
- Gran Creu de Carles III (1983).
- Premi Príncep d'Astúries de Comunicació i Humanitats (1984).

## Publicacions
- Estampas de la vida en León hace mil años, Madrid, 1926.
- En torno a los orígenes del feudalismo. Fideles y Gardingos en la monarquía visigoda. Mendoza, 1942.
- Ruina y extinción del Municipio romano en España e instituciones que lo reemplazan. Buenos Aires, 1943.
- El Ajbar Maymu'a. Problemas historiográficos que suscita. Buenos Aires, 1944.
- El Aula Regia y las asambleas políticas de los godos. Cuadernos de Historia de España, V, Buenos Aires, 1946
- El "Stipendium" hispano-godo y los orígenes del beneficio prefeudal. Buenos Aires, 1947.
- España, un enigma histórico. Buenos Aires, 1957.
- Españoles ante la historia. Buenos Aires, 1958.
- De ayer y de hoy. Madrid, 1958.
- Estudios sobre las instituciones medievales españolas. México, 1965.
- Despoblación y repoblación en el Valle del Duero. Buenos Aires, 1966.
- Investigaciones sobre historiografía hispana medieval (siglos VIII al XIII). Buenos Aires, 1967.
- Investigaciones y documentos sobre las instituciones hispanas. Santiago de Chile, 1970.
- Miscelánea de estudios históricos. León, 1970.
- Orígenes de la nación española. Estudios críticos sobre la Historia del reino de Asturias. Oviedo, t. I: 1972, t. II: 1974, t. III: 1975.
- Del ayer de España. Trípticos históricos. Madrid, 1973.
- Ensayos sobre Historia de España. Madrid, 1973.
- Vascos y navarros en su temprana historia. Madrid, 1974.
- El Islam de España y el Occidente. Madrid, 1974.
- Mi testamento histórico político. Barcelona, 1975.
- Viejos y nuevos estudios sobre las instituciones medievales españolas. Madrid, 1976.
- El régimen de la tierra en el reino asturleonés hace mil años. Buenos Aires, 1978.
- El reino asturleonés (722-1037). Sociedad, Economía, Gobierno, Cultura y Vida. Historia de España Menéndez Pidal, t. VII, vol. 1, Madrid, 1980.
- Estudios sobre Galicia en la temprana Edad Media. La Coruña, 1981.
- Orígenes del Reino de Pamplona. Su vinculación con el Valle del Ebro. Pamplona, 1981.
- La Edad Media española y la empresa de América. Madrid, 1983.
- Santiago, hechura de España. Estudios Jacobeos. Prólogo de José-Luis Martín. Ávila, 1993.